# 평신도
평신도(平信徒, laity)는 기독교에서 성직을 받지 아니한 신자를 일컫는 말이다. 대한민국 교회에서는 교인, 교우, 성도라고도 부른다.

## 설명

### 어원
평신도의 영어 낱말 laity는 헬라어 라오스(laos:백성-국가 이름인 라오스와는 별개)에서 유래되었다.

### 종교개혁 이후 평신도의 이해변화
종교개혁 이전의 로마 가톨릭에서는 예수의 산상수훈 같은 기독교 윤리를 교회에서 봉사하는 성직자와 수도사에게 한정하였으나, 종교개혁시기에 종교개혁자 마르틴 루터가 기독교인은 왕 같은 제사장이요 거룩한 겨레로 부르심을 받았다는 만인제사장설을 주장함으로써 평신도도 일상생활에서 기독교 윤리를 실천할 의무가 있다는 인식이 생겼으며, 나아가 일부 급진적인 교단에서는 성직자와 평신도의 구분을 부정하기도 한다. 대한민국의 개신교에서도 진보적인 개신교 교회들에서는 평신도가 설교에 참여하는 경우가 있다. 그 실례로 한국 기독교 장로회 향린교회에서는 평신도가 예배에서 하늘뜻 펴기 즉, 설교를 할 수 있다. 그러나 이는 대한민국에서도 소수에 속하는 진보적 교단의 제한적인 경우이고, 대부분의 기성교단은 전문적인 종교 교육을 받은 성직자와 평신도의 역할 구분을 명확히 하고 있다.

### 로마 가톨릭
로마 가톨릭에서도 제2차 바티칸 공의회에서 <교회에 관한 교의헌장>(1964), <거룩한 전례에 관한 헌장>(1963), <평신도 사도직에 관한 교령>(1965) 등을 근거로, 평신도는 그리스도의 사제직, 예언자직, 왕직에 참여하여 그리스도의 백성으로서 사명을 완수할 책임이 있으며, 평신도를 통해서 교회가 세상의 빛과 소금이 될 수 있다는 사실을 강조하였다. 그러나 이것은 사명의 책임과 범위에 관한 문제이지, 직제의 동일함이나 평등에 관한 교령은 아니었다. 로마 가톨릭은 현재도 성직자와 평신도의 구분이 가장 명확한 교회들 중의 하나이다.

### 성공회
성공회에서는 감사성찬례, 성사 참여, 세상에서 복음을 전할 의무가 있으며, 교회법에 따라 주교에 의해 인가된 평신도가 설교를 하거나 보혈조력(성만찬때 그리스도의 보혈을 뜻하는 포도주를 나누는 것을 뜻함.)을 할 수 있다.